# I Got It Bad (and That Ain’t Good)

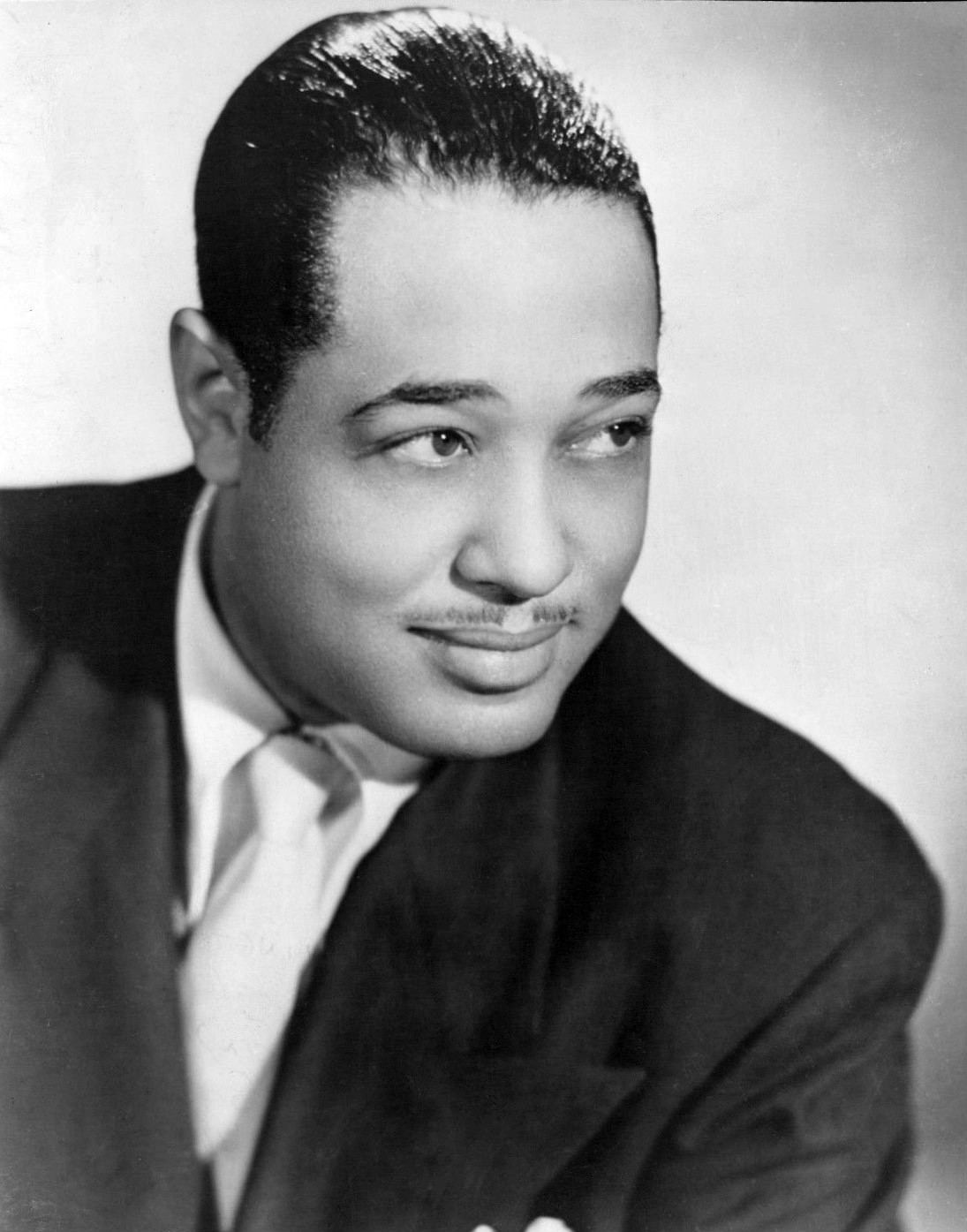
Duke Ellington (1946)

I Got It Bad (and That Ain’t Good) ist ein Pop- und Jazzstandard mit der Musik von Duke Ellington und dem Liedtext von Paul Francis Webster, der 1941 veröffentlicht wurde.

## Hintergrund
Der Song wurde erstmals am 10. Juli 1941 von Ivie Anderson im Mayan Theatre in Los Angeles in der Musical-Revue Jump for Joy gesungen, wo die Revue 101 Aufführungen erlebte. Weitere Songs der Revue sind Jump for Joy, Chocolate Shake, Rocks In My Bed und The Brown Skin Gal in the Calico Gown. Insgesamt gab es 101 Aufführungen des Musicals an diesem Spielort.
Im Oktober 1941 nahm das Duke Ellington Orchestra den Titel erstmals auf, mit Ivie Anderson und den Solisten Ellington und Johnny Hodges; die Nummer erreichte #13 der US-Charts (Victor 27531). Bereits einen Monat später nahm das Benny Goodman Orchestra den Song auf, mit Peggy Lee als Bandvokalistin, die damit ihren ersten Hiterfolg hatte. Cootie Williams wirkte bei der Aufnahme mit, nachdem er im Jahr zuvor die Ellington-Band verlassen hatte. Es existieren zahlreiche Coverversionen des Songs von namhaften Künstlern.

## Ursprungsversionen
- Ivie Anderson mit Duke Ellington and His Famous Orchestra – Single (1941)
- Peggy Lee mit Duke Ellington and His Orchestra – Single (1941)

## Auswahl von Coverversionen

### Vokal
- Madeline Bell – Beat Out That Rhythm (1998)
- Beryl Bryden – Bluesy Ballads (1976)
- Ann Hampton Callaway – To Ella With Love (1996)
- Cher – Bittersweet White Light (1973)
- Rosemary Clooney & Duke Ellington and his Orchestra – Blue Rose (1956)
- Yvonne De Carlo und John Towner and His Orchestra – Yvonne De Carlo Sings (1957)
- Nat King Cole und George Shearing – Nat King Cole Sings / The George Shearing Quintet Plays (1963)
- Doris Day – Love & Magic (2001)
- Duke Ellington & Louis Armstrong – The Great Reunion (1963)
- Ella Fitzgerald & Her Famous Orchestra – Single (1941)
- Ella Fitzgerald und Duke Ellington & His Orchestra – Ella Fitzgerald Sings the Duke Ellington Songbook, Vol. 2 (1957)
- Marvin Gaye – Motown Unreleased 1965: Marvin Gaye (2016)
- Benny Goodman – Single (1941)
- Johnny Hodges and His Orchestra – Memories of Ellington (1954)
- Billie Holiday – A Day in the Life of Billie Holiday (1975)
- Joe Jackson mit Sue Hadjopoulos – The Duke (2012)
- Etta James – Losers Weepers (1970)
- Molly Johnson – Lucky (2008)
- Stacey Kent – The Boy Next Door (2003)
- Dayna Kurtz with Norah Jones – Beautiful Yesterday (2004)
- Julie London – For the Night People (1966)
- Jane Monheit – Never Never Land (2000)
- Mark Murphy – Memories of You - Remembering Joe Williams (2003)
- Lou Rawls – Live! (1966)
- Della Reese – What Do You Know About Love? (1959)
- Archie Shepp – For Losers (1970)
- Carly Simon – Torch (1981)
- Nina Simone – Nina Simone Sings Ellington! (1962)
- Frank Sinatra – A Swingin’ Affair! (1957)
- Donna Summer – Live and More (1978)
- Toni Tennille – More Than You Know (1984)
- Sarah Vaughan – Duke Ellington - Song Book Two (1980)
- Dinah Washington – I Concentrate on You (1960)

### Instrumental
- Charlie Byrd Trio with Special Guest Scott Hamilton – It’s a Wonderful World (1988)
- Donald Byrd – Mustang (1964)
- Harry Carney – Harry Carney With Strings (1955)
- Bill Evans – New Jazz Conceptions (1956)
- Red Garland Quintet featuring John Coltrane and Donald Byrd – Soul Junction (1960)
- Erroll Garner and His Trio - The One and Only Erroll Garner and His Trio (1960)
- Earl Grant – Just One More Time and Other Instrumental Favorites (1964)
- Keith Jarrett – The Melody at Night, With You (1999)
- Thelonious Monk – Thelonious Monk Plays the Music of Duke Ellington (1955)
- The Oscar Peterson Trio – Night Train (1963)

### Weitere
- Al Aarons – Al Aarons & the L.A. Jazz Caravan (2002)
- Count Basie – Back with Basie (1962)
- Lena Horne – Jazz Master (1977)
- Ahmad Jamal – Saturday Morning: La Buissonne Studio Sessions (2013)
- Stan Kenton – The Complete Capitol Studio Recordings of Stan Kenton 1943-1947 (1995)
- Ben Webster – For the Guv'nor (Tribute to Duke Ellington) (1969)